# Craspedida
Los craspédidos (Craspedida) son un orden de protistas de la clase Choanoflagellatea. Como otros coanoflagelados se caracterizan por la presencia de un collar o corona formado por microvellosidades recubiertas de moco alrededor de un flagelo. Además, están protegidos por una testa extracelular totalmente orgánica que deja una abertura en el extremo anterior de la célula. La etapa vegetativa generalmente se fija al sustrato mediante un pedúnculo, aunque también presentan una etapa móvil adecuada para la dispersión.